# Закон кореспондентних стања
Закон кореспондентних стања тврди да сви флуиди чији се притисак, температура и запремина мере у редукованим величинама ,  и , имају исту једначину стања и исти фактор компресибилности, где се редуковане величине добијају дељењем величине са њеном вредношћу у критичној тачки. Једначина кореспондентних стања је релација која повезује ,  и . 
Једначина кореспондентних стања се добија из израза за ,  и  који се могу изразити само преко два независна параметра a и b карактеристичних за дати флуид. Значај ове релације је да се елиминацијом a и b који су различити за различите флуиде, добија релација која важи за све флуиде у критичној тачки, тј. на критичним вредностима притиска, температуре и запремине.

## Закон кореспондентних стања за Ван дер Валсов гас
Ако дефинишемо редуковане величине као:
{\displaystyle p_{R}={\frac {p}{p_{C}}},\qquad v_{R}={\frac {v}{v_{C}}},\qquad T_{R}={\frac {T}{T_{C}}}},
где су критичне вредности притиска, запремине и температуре:
{\displaystyle p_{C}={\frac {a'}{27b'^{2}}},\qquad \displaystyle {v_{C}=3b'},\qquad T_{C}={\frac {8a'}{27b'k}},}
из Ван дер Валсове једначине у облику {\displaystyle \left(p+{\frac {a'}{v^{2}}}\right)\left(v-b'\right)=kT} се добија релација:
{\displaystyle \left(p_{R}+{\frac {3}{v_{R}^{2}}}\right)(v_{R}-{\frac {1}{3}})={\frac {8}{3}}T_{R}},
што представља закон кореспондентних стања за Ван дер Валсов гас и релација важи за све флуиде. 

## Фактор компресибилности у критичној тачки
Фактор компресибилности у критичној тачки је дефинисан као:
{\displaystyle Z_{c}={\frac {p_{c}V_{c}}{n_{c}k_{B}T_{c}}}},
где је индексом {\displaystyle c} означена вредност дате величине у критичној тачки. Већина једначина стања теоретски предвиђа да је фактор компресибилности константан за све супстанце у критичној тачки, а показало се и експериментално да је тај фактор приближно једнаке вредности и за различите реалне флуиде.
| Субстанца | Фактор комп. у кр. тачки |
| --------- | ------------------------ |
| H2O       | 0.23                     |
| 4He       | 0.31                     |
| He        | 0.30                     |
| H2        | 0.30                     |
| Ne        | 0.29                     |
| N2        | 0.29                     |
| Ar        | 0.29                     |

Из Ван дер Валсове једначине, за фактор компресибилности у критичној тачки добија се вредност 0.375.